# Тарано (Італія)
Тарано (італ. Tarano) — муніципалітет в Італії, у регіоні Лаціо, провінція Рієті.
Тарано розташоване на відстані близько 55 км на північ від Рима, 23 км на захід від Рієті.
Населення — 1419 осіб (2014).

## Демографія
Населення за роками:

Станом на 1 січня 2023 року в муніципалітеті офіційно проживало 146 іноземців з 22 країн, серед них 71 громадянин країн Євросоюзу та 1 громадянин України.

## Сусідні муніципалітети
- Коллевеккьо
- Форано
- Монтебуоно
- Сельчі
- Стімільяно
- Торрі-ін-Сабіна